# Théo Kahan
Pour les articles homonymes, voir Kahan.
Théo Kahan ou Théodore Kahan (1904-1984,) est un physicien français. Docteur en physique, il est spécialiste en radioactivité.

## Œuvres
- Théo Kahan, Les Cavités électromagnétiques et leurs applications en radiophysique, Paris, Gauthier-Villars, 1956, 120 p.
- Théo Kahan et Claude Magnan (préf. Louis de Broglie), L'Énergie atomique et ses applications, Paris, A. Michel, coll. « Sciences d'aujourd'hui », 1949, 263 p.
- Théo Kahan et Bernard Kwal (préf. Louis de Broglie), La Mécanique ondulatoire, Paris, A. Colin, 1953, 220 (et 12)
- Théo Kahan, Guy Rideau et P. Roussopoulos, Les Méthodes d'approximation variationnelles dans la théorie des collisions atomiques et dans la physique des piles nucléaires, Paris, Gauthier-Villars, 1956, 83 p.
- Théo Kahan, Le Noyau atomique : physique nucléaire des énergies moyennes, Paris, PUF, 1984, 127 p.
- Théo Kahan, Les Ondes hertziennes, Paris, Presses universitaires de France, 1974, 127 p.
- Théo Kahan, Les Particules élémentaires ou la Physique des hautes énergies, Paris, PUF, 1977, 124 p.
- Théo Kahan, Physique des guides d'ondes électromagnétiques, Paris, Gauthier-Villars, 1952, 100 p.
- Théo Kahan (préf. Louis de Broglie), Radioactivité et transmutation des atomes, Paris, A. Colin, 1940, 224 p.
- Théo Kahan, La Structure des atomes : physique des basses énergies, Paris, PUF, 1979, 127 p.
- Théo Kahan, Théorie des groupes en physique classique et quantique, vol. 1 : Structures mathématiques et fondements quantiques, Paris, Dunod, 1960
- Théo Kahan, Théorie des groupes en physique classique et quantique, vol. 2 : Applications en physique classique, Paris, Dunod, 1971, XIV-338 p.
- Théo Kahan, R. Jancel, R. Lacroix et H. Poulet, Théorie des groupes en physique classique et quantique, vol. 3 : Applications en physique quantique, Paris, Dunod, 1972, x-288
- Théo Kahan, Précis de physique théorique moderne, Paris, PUF, 1960
- Lorenzo Cairo et Théo Kahan, Techniques variationnelles en radioélectricité, Paris, Dunod, 1962
- Théo Kahan, Physique nucléaire et physique mésique, Paris, A. Collin, 1963
- Théo Kahan et Maurice Gauzit, Physique et calcul des réacteurs nucléaires, Paris, Dunod, 1957
- Théo Kahan, Thomas Reis et Maurice Gauzit, Introduction au génie nucléaire, Paris, Dunod, 1957
- Théo Kahan, Théories quantiques de la matière et du rayonnement, Paris, A. Collin, 1959
- Théo Kahan, Recherches sur l'aimantation initiale, Paris, Masson, 1937
- Théo Kahan, Théorie de l'émission des rayons alpha à travers une double barrière de potentiel, Paris, Hermann, 1936
- Raymond Jancel et Théo Kahan, Électrodynamique des plasmas, fondée sur la mécanique statistique,, Paris, Dunod, 1963